# Nicolás de la Quintana
Nicolás de la Quintana y Echeverría (baut. Bilbao, 20 de noviembre de 1698 - Buenos Aires, 13 de diciembre de 1761) fue un militar y administrador colonial español.

## Biografía
Hijo de Simón de la Quintana y Mendieta, señor de la Torre de la Quintana de Beci, y de su primera esposa María de Echeverría y Larrea.
Pasó a Buenos Aires a bordo del "San Rafael" en 1722. Fue coronel de los Reales Ejércitos y alcalde y regidor de Buenos Aires.
Fue sepultado en Buenos Aires.
Casó segunda vez en San Isidro, Río de la Plata, el 29 de enero de 1729 con Leocadia Francisca Javiera Ignacia de Riglos y Torres Gaete (Buenos Aires, 5 de octubre de 1709, baut. Buenos Aires, 29 de junio de 1710-?), abadesa de la orden tercera de San Francisco en 1739, hija de Miguel José de Riglos y de su segunda esposa Leocadia de Torres y Gaete, de quien tuvo a: 
- Josefa Leocadia de la Quintana y Riglos (baut. Buenos Aires, 8 de noviembre de 1730 - Córdoba, 16 de julio de 1794), esposa de Marcos José de Larrazábal y Avellaneda (Buenos Aires, 25 de julio de 1710 - Córdoba, 1790), con descendencia
- Francisca de la Quintana y Riglos (baut. Buenos Aires, 26 de septiembre de 1734 - 14 de junio de 1815), casada en Buenos Aires el 24 de septiembre de 1759 con Ignacio de Irigoyen y Echenique, con descendencia
- José Ignacio de la Quintana y Riglos (baut. Buenos Aires, 17 de marzo de 1736 - Buenos Aires, 15 de mayo de 1820)
- María Josefa Leocadia de la Quintana y Riglos (Buenos Aires, 24 de septiembre de 1737 - Buenos Aires, 5 de mayo de 1806, sep. Cementerio de la Recoleta, Buenos Aires), casada en Buenos Aires el 12 de mayo de 1756 con Domingo José Alonso de Lajarrota y Ortiz de Rozas (Rozas, 27 de marzo de 1701 - Buenos Aires), con descendencia
- Nicolás José de la Quintana y Riglos (Buenos Aires, 9 de septiembre de 1744 - 29 de octubre de 1828)